# Distretto di Termiz
Il distretto di Termiz è uno dei 14 distretti della regione di Surxondaryo, in Uzbekistan. Il capoluogo è Termiz. Il distretto è il più meridionale della regione, lungo tutto il suo confine sud scorre il fiume Amudarya che lo separa dall'Afghanistan.